# Dolopus silvestris
Dolopus silvestris là một loài ruồi trong họ Asilidae. Dolopus silvestris được Daniels miêu tả năm 1987. Loài này phân bố ở miền Australasia.